# Tauijabl
Tauijabl (del ruso: Тауйхабль) es un aúl del raión de Teuchezh en la república de Adiguesia de Rusia. Está situado cerca de la orilla meridional del embalse de Krasnodar, 72 km al noroeste de Maikop, la capital de la república. Tenía 204 habitantes en 2010
Pertenece al municipio Dzhidzhijáblskoye.

## Historia
Fue fundado en 1850

## Servicios sociales
La localidad cuenta con una Casa de Cultura y un punto de atención sanitaria rural.